# Muerte de Andrew Sadek
Andrew Sadek (Valley City, Dakota del Norte; 22 de noviembre de 1993–fallecido c. 1 de mayo de 2014) fue un joven estadounidense, estudiante del North Dakota State College of Science (NDSCS) en Wahpeton (Dakota del Norte). Tras ser detenido en 2013 por un delito grave de venta de cannabis que legalmente podría haberle acarreado una larga pena de prisión, aceptó trabajar como informante confidencial (CI) para la Fuerza Especial Antinarcóticos del Sureste (SEMCA) a cambio de que se retiraran los cargos. Bajo supervisión policial, compró más cannabis a otros vendedores en los alrededores del campus de la NDSCS.
Sadek fue visto por última vez saliendo de su dormitorio la mañana del 1 de mayo de 2014. Casi dos meses después, su cuerpo fue encontrado en el río Rojo del Norte, al norte de Breckenridge (Minnesota), con una herida de bala en la cabeza. Aunque la causa de la muerte sigue sin determinarse, la policía indicó de manera informal que cree que se trató de un suicidio. La familia de Sadek insiste en que fue asesinado, alegando que la mochila que llevaba atada al cuerpo estaba llena de piedras y que nunca se encontró ni una nota de suicidio ni el arma utilizada en su muerte.
A instancias de su madre, el estado investigó la gestión policial del caso, pero no encontró motivos de preocupación, aunque la SEMCA introdujo posteriormente algunos cambios menores en sus procedimientos. Los padres de Sadek presentaron una demanda por el caso y hicieron campaña para que se modificara la legislación estatal con el fin de reducir las penas por posesión de marihuana en los campus universitarios y proteger a los informantes confidenciales, de forma similar a una ley aprobada en Florida tras el asesinato de Rachel Hoffman en 2008. Esos cambios se introdujeron mediante una ley denominada «Ley de Andrew», que se aprobó en 2017.

## Antecedentes
Andrew Sadek nació en Valley City, ciudad ubicada en el condado de Barnes del estado de Dakota del Norte. Se crio en la granja ganadera de su familia, situada en las afueras de la cercana localidad de Rogers. En 2005, su hermano mayor y único hermano, Nicholas, murió en un accidente en un paso a nivel. La familia y los profesores de Andrew lo describían como una persona tranquila y tímida. Tras graduarse en el instituto Valley City High School, Sadek comenzó a asistir al North Dakota State College of Science (NDSCS) en Wahpeton en 2012, con el objetivo de convertirse en técnico eléctrico.
En abril de 2013, Sadek aparentemente comenzó a vender marihuana, reuniéndose con los clientes en los aparcamientos de la escuela. En dos ocasiones, el comprador era otro estudiante que trabajaba como informante confidencial (CI) para la South East Multi-County Agency Narcotics Task Force (SEMCA), una agencia policial multijurisdiccional que presta servicios policiales a tres condados del sureste de Dakota del Norte (Ransom, Richland y Sargent), además del condado de Wilkin en la vecina Minnesota, centrándose en la lucha contra las drogas. La primera venta de Sadek al CI fue de 1⁄8 de onza (3,5 g) por 60 dólares; la segunda fue de un gramo por 20 dólares. Basándose en estas compras, en noviembre, la SEMCA realizó un registro consentido en la habitación de la residencia de Sadek, donde encontraron un molinillo de plástico naranja con residuos de marihuana. Aunque Sadek admitió que la marihuana era suya, no fue detenido ni acusado.
Al día siguiente, Sadek se reunió con el ayudante del sheriff del condado de Richland y agente de la SEMCA Jason Weber, quien le informó de que, por haber vendido marihuana en un campus universitario, se enfrentaba a un delito grave de clase A y a una posible pena de 40 años de prisión: «Obviamente, probablemente no te van a condenar a 40 años, pero ¿hay muchas posibilidades de que te condenen a prisión si no colaboras? Sí, la hay», le dijeron a Sadek. De hecho, es cuestionable si habría sido condenado a prisión, en lugar de a libertad condicional o a una breve estancia en la cárcel.
Sadek aceptó trabajar como informante confidencial para evitar la posible pena. Poco después, realizó sus primeras compras controladas como informante confidencial. Antes de que terminara el mes, compró otras dos veces 1⁄8 de onza de marihuana a otro traficante en el campus de la NDSCS, en el mismo aparcamiento, por 60 dólares cada vez. En enero de 2014, compró una cantidad similar a otro traficante, identificado por los agentes de la SEMCA.
Tras la compra de enero, Sadek dejó de mantenerse en contacto con la SEMCA; necesitaba hacer una compra más al mismo traficante al que había comprado en enero, además de otra a un tercer traficante, para cumplir con sus obligaciones con ellos. Nunca realizó esas compras. La familia de Sadek afirma que se estaba preparando para la vida después de la escuela; había hecho entrevistas de trabajo como electricista en Bismarck y Grand Forks, y había empezado a salir con una nueva novia.

## Desaparición y muerte
Sadek regresó a Rogers el fin de semana del 25 de abril para visitar a sus padres y cuidar de su rebaño de ganado. Su madre lo llamó a última hora de la noche siguiente, después de que él regresara al campus de la NDSCS. Ese fue su último contacto con su familia.
Varias noches después, el 30 de abril, Sadek regresó a su dormitorio en Nordgaard Hall con un grupo de amigos, donde vieron una película antes de irse a dormir. Cuando Kugel se despertó a la mañana siguiente, vio que Sadek no estaba y supuso que podría haber ido a ver a su novia. Sin embargo, como Sadek no asistió a clase ese día y no había regresado a la tarde siguiente, Kugel y los amigos de Sadek denunciaron su desaparición a la policía del campus de la NDSCS.
Una revisión de las cámaras de seguridad de Nordgaard Hall capturó una imagen de Sadek saliendo del edificio después de las dos de la madrugada del 1 de mayo, vestido con vaqueros y una sudadera con capucha de los Tampa Bay Buccaneers, y llevando una mochila negra. Llevaba su teléfono móvil, pero no estaba encendido.
La SEMCA asumió que Sadek había huido para evitar seguir trabajando como informante y lo acusó formalmente de los dos delitos graves con el fin de motivarlo a regresar. Se emitieron órdenes de arresto. Los padres de Sadek le rogaron públicamente que regresara a casa y ayudara con el parto de las vacas en la granja.
La búsqueda terminó casi dos meses después, el 27 de junio. Un equipo de buzos de la policía que realizaba un ejercicio de entrenamiento encontró el cuerpo de Sadek en el río Rojo, cerca de Breckenridge (Minnesota), justo al otro lado de Wahpeton. Fue identificado mediante registros dentales.

## Investigación
Dos meses después, investigadores de Dakota del Norte y Minnesota publicaron el informe de la autopsia, en el que se afirmaba que la causa de la muerte de Sadek fue una herida de bala de pequeño calibre en la cabeza. No se pudo determinar si la herida fue autoinfligida; varias búsquedas submarinas de la policía no han localizado el arma. La mochila que llevaba estaba llena de piedras. La sudadera de los Tampa Bay Buccaneers había desaparecido, pero su cuerpo llevaba una chaqueta que no parecía llevar ni llevar en las imágenes de las cámaras de seguridad, y que su familia no reconoció como una de las suyas. Su cartera también había desaparecido.
En entrevistas con la prensa, la madre de Sadek, Tammy, afirmó que la policía nunca cumplió su promesa de registrar el río tan pronto como bajara el nivel tras las inundaciones primaverales, lo que debería haber ocurrido aproximadamente un mes después, y que el cuerpo solo se encontró cuando el equipo de buceo estaba realizando un ejercicio de entrenamiento un mes después de que las aguas bajaran. También criticó a la policía del campus de la NDSCS, encargada de investigar las circunstancias de la desaparición y muerte de su hijo, por no explorar seriamente las hipótesis que apuntaban a un homicidio. Aunque Tammy admitió que faltaba una pistola calibre 22 en la casa familiar, expresó sus dudas de que su hijo hubiera decidido suicidarse cuando solo faltaban dos semanas para su graduación universitaria. También señaló que Sadek no había expresado pensamientos suicidas ni había escrito una nota de suicidio.
En diciembre, Tammy reveló que cuando la familia trajo su coche a casa desde el campus de la NDSCS tras su desaparición inicial, encontraron la moqueta completamente mojada, así como varios centímetros de agua en el hueco de la rueda de repuesto del maletero. Esto sugirió a la familia que alguien podría haber matado a Andrew, haber metido su cuerpo en el maletero y haberlo llevado hasta el río, para luego regresar al campus. Una cámara de seguridad que vigilaba el aparcamiento no funcionaba esa noche. Alguien que había hablado con Tammy informó haber visto a tres personas limpiando un coche similar al de su hijo la noche de su desaparición.
También cuestionó si la policía del campus de la NDSCS era capaz de llevar a cabo la investigación por sí sola y preguntó por qué el caso no se había remitido a la Oficina de Investigación Criminal de Dakota del Norte (BCI), a la Oficina de Detención Criminal de Minnesota (BCA) o al FBI. Creó una página de Facebook sobre el caso, en la que prometió revelar, cada pocos meses, más información que apuntara hacia un asesinato, como forma de presionar a las autoridades para que investigaran esas pistas.

## Revisión estatal de SEMCA
En agosto de 2014, Tammy Sadek solicitó al fiscal general de Dakota del Norte, Wayne Stenehjem, que investigara la gestión de SEMCA del trabajo de su hijo como informante confidencial. Stenehjem reunió un panel de tres agentes de policía veteranos, dos de otras partes de Dakota del Norte y uno de la vecina Dakota del Sur El jefe de policía de Wahpeton, Scott Thorsteinson, uno de los once agentes de policía que forman parte de la junta directiva de SEMCA, defendió el uso de informantes confidenciales. «Este tipo de investigaciones se llevan a cabo de la misma manera prácticamente en todos los lugares donde hay gente», afirmó. «Nunca hicieron nada malo que tuviera que cambiarse».
El informe del panel, publicado a principios de 2015, concluyó que la mayor parte de la actuación de la SEMCA con Sadek había seguido la ley y los procedimientos establecidos. Sin embargo, sugirió que la SEMCA pasara a estar bajo la autoridad de un agente de la BCI, ya que era uno de los dos únicos grupos de trabajo multijurisdiccionales del estado que no lo estaba; la recomendación se siguió a finales de año. Tammy afirmó que el panel no era realmente independiente, mientras que John Burton, abogado de California y vicepresidente del Proyecto Nacional de Responsabilidad Policial, declaró a Associated Press que las revisiones supuestamente independientes de las malas prácticas policiales realizadas por otras personas del mismo ámbito son «una farsa».

## Hechos posteriores

### Andrew's Law
En diciembre de 2015, el programa 60 Minutes de CBS News comparó el caso de Sadek con el de otro estudiante de NDSCS que también había sido arrestado por SEMCA por vender marihuana en el campus. A diferencia de Sadek, el estudiante se negó a convertirse en informante confidencial después de que, según él, le dijeran que un abogado no podría ayudarlo, incluso después de que él lo solicitara, una afirmación que fue negada por las fuerzas del orden. Tras abandonar la entrevista, el estudiante contrató a un abogado y recibió una sentencia de dos años de libertad condicional y una multa de 800 dólares, considerablemente menos que los 30 años con los que se le había amenazado. Un agente encubierto de la brigada antidroga declaró a 60 Minutes que, legalmente, no estaba obligado a informar a los detenidos de sus derechos en virtud de la Sexta Enmienda hasta después de que fueran acusados y se les fueran a formular preguntas que pudieran dar lugar a respuestas autoincriminatorias. En aquel momento, pocas jurisdicciones tenían políticas coherentes sobre el trato a los informantes jóvenes.
Poco después, el candidato republicano a gobernador Rick Becker anunció que estaba redactando una ley en respuesta al caso Sadek, en colaboración con los padres del joven, como reacción a la emisión del programa. El proyecto de ley reduciría las penas por posesión de marihuana en el campus, al considerar los delitos menos graves, poner fin a las condenas obligatorias y aumentar la cantidad que los delincuentes deben tener para ser acusados de tráfico. El proyecto de ley también incluía disposiciones para proteger a los informantes confidenciales, siguiendo el modelo de la Rachel's Law, una ley similar aprobada en Florida tras el asesinato en 2008 de Rachel Hoffman, una joven de 23 años asesinada por traficantes en una operación antidroga fallida mientras era informante confidencial. Stenehjem, el principal oponente de Becker, no estaba convencido de que la ley fuera necesaria: «Creo que ya tenemos protocolos en vigor y, si necesitamos hacer algún ajuste en ellos, podemos hacerlo sin necesidad de legislar».
Mientras se preparaba la sesión de 2017, Becker indicó que presentaría el proyecto de ley, bajo el nombre de Andrew's Law («Ley de Andrew»), y buscó copatrocinadores. A pesar de la oposición de Stenehjem, el proyecto de ley fue aprobado por unanimidad en la Cámara de Representantes de Dakota del Norte a finales de febrero. A finales de abril fue aprobado en el Senado del estado de Dakota del Norte con un solo voto en contra. Se habían hecho algunas concesiones cuando las fuerzas del orden expresaron su preocupación, y los Sadek se habían opuesto inicialmente a esa versión, pero la versión final les pareció aceptable. Una semana más tarde, el gobernador Doug Burgum firmó el proyecto de ley para convertirlo en ley.

### Litigio
En el segundo aniversario del hallazgo del cadáver de Sadek, sus padres presentaron una demanda por homicidio culposo contra el condado de Richland y el agente de SEMCA Jason Weber. Alegaron que el condado no había formado y supervisado adecuadamente a Sadek para la tarea que le habían encomendado, y que le habían engañado fraudulentamente exagerando la gravedad del castigo que recibiría por parte de un tribunal si no cooperaba.
A principios de 2017, el abogado de Weber, Corey Quinton, solicitó al tribunal una orden de silencio para impedir que los Sadek o su abogado, Timothy O'Keeffe, hicieran pública cualquier información obtenida durante la investigación, alegando que su divulgación podría obstaculizar la investigación en curso sobre la muerte de Andrew o contaminar al posible jurado. Quinton señaló lo que, según él, eran comentarios extremadamente perjudiciales que la pareja ya había hecho públicamente. O'Keeffe respondió que esas declaraciones se habían hecho como parte de advertencias generales a otros padres sobre los peligros de permitir que sus hijos actuaran como informantes confidenciales, y que no era la intención de los Sadek influir en el caso. Sin embargo, reconoció que podría haber pruebas que el tribunal pudiera exigir que se mantuvieran confidenciales. Dos días después, el juez rechazó la moción, alegando que no creía tener autoridad para ello.
Después de que se fijara una nueva fecha para el juicio en abril de 2018, este volvió a retrasarse cuando Tatum O'Brien, otro de los abogados de la familia, solicitó su aplazamiento, ya que varias organizaciones, entre ellas NDSCS y SEMCA, no habían proporcionado los documentos que se les habían solicitado. El tribunal falló a favor de los Sadek y aplazó el juicio.
En 2019, el tribunal de distrito que conocía del caso estimó la moción de la defensa para que se dictara sentencia sumaria, sosteniendo que, aunque existían cuestiones de hecho susceptibles de ser juzgadas sobre si Weber y el condado debían a Sadek algún tipo de atención y cuál era el nivel de atención que debían prestarle, la afirmación de Weber de que podría enfrentarse a una larga pena de prisión era una predicción de acontecimientos futuros y no un engaño desde el punto de vista jurídico. Los Sadek tampoco habían aportado pruebas de que la muerte de Andrew no fuera causada directamente por los actos de los demandados. Su decisión fue confirmada por el Tribunal Supremo del estado al año siguiente por una mayoría de 4 a 1.
Los Sadek habían argumentado que el juez del tribunal de distrito, Jay Schmitz, había evaluado incorrectamente su demanda por engaño, aplicando en su lugar los criterios de fraude, que se derivan del derecho contractual. El juez Daniel J. Crothers escribió en nombre de la mayoría que, incluso según los criterios del derecho consuetudinario en materia de demandas por engaño, la declaración de Weber seguía siendo una predicción no susceptible de recurso. Sus otras demandas por engaño no se habían alegado con suficiente especificidad. Crothers también consideró que el argumento de los Sadek de que sus pruebas cronológicas del trabajo de Andrew como informante de drogas, por voluminosas que fueran, eran insuficientes para establecer que eso fuera la causa inmediata de su muerte y habrían requerido que el jurado especulara.
El juez crítico Gerald W. VandeWalle se centró en esa cuestión. Para él, los Sadek habían presentado pruebas suficientes para crear una cuestión de hecho susceptible de ser juzgada. «Se puede instruir al jurado para que no especule», escribió. «Creo que la proximidad temporal entre la fecha límite del 1 de mayo fijada por Weber, junto con los mensajes de texto de Weber amenazando a Sadek con cargos penales inminentes, y la fecha en que Sadek desapareció es suficiente para permitir que un investigador de hechos saque una conclusión razonable de que la conducta de los demandados fue la causa inmediata de su muerte».
En 2022, los Sadek presentaron otra demanda en el tribunal de distrito solicitando una reparación posterior a la sentencia (esencialmente una solicitud para volver a litigar el caso), argumentando que se había basado en afirmaciones de mala fe de Weber al conceder la sentencia sumaria dos años antes. El tribunal no solo denegó la moción por extemporánea, sino que impuso una sanción de 1 750 dólares al abogado de los Sadek por presentar una demanda frívola, ya que no había ningún caso activo ante él. En apelación, el Tribunal Supremo del estado confirmó la decisión del tribunal de distrito al año siguiente.
La desestimación definitiva de su demanda no desanimó a los Sadek. «Sabemos que Andrew no se quitó la vida», dijo Tammy. «Alguien sabe lo que ocurrió en la madrugada del 1 de mayo de 2014. Siempre tenemos la esperanza de que se sepa la verdad».

### Audiovisual
El 28 de mayo de 2020, se estrenó en el Festival Internacional de Documentales Hot Docs de Canadá un documental sobre la desaparición y muerte de Sadek, titulado The Dakota Entrapment Tapes. Dirigida por Trevor Birney, fue producida por la productora norirlandesa Fine Point Films.